# Journiac
Journiac – miejscowość i gmina we Francji, w regionie Nowa Akwitania, w departamencie Dordogne.
Według danych na rok 1990 gminę zamieszkiwało 345 osób, a gęstość zaludnienia wynosiła 18 osób/km² (wśród 2290 gmin Akwitanii Journiac plasuje się na 840. miejscu pod względem liczby ludności, natomiast pod względem powierzchni na miejscu 565.).
Na terenie gminy znajduje się źródło rzeczki Ladouch.